# Cyclone Zoe
Le cyclone Zoe est le plus intense cyclone tropical à jamais avoir été observé dans le Pacifique sud du point de vue pression avec 890 hPa. Seul le cyclone Monica a égalé ses vents de 240 km/h soutenus sur dix minutes ou 290 km/h sur une minute. Le nom Zoe a été retiré des listes de noms de cyclones tropicaux futurs par l'Organisation météorologique mondiale.

## Évolution météorologique
Une zone de convection atmosphérique a été pour la première fois observée le 23 décembre 2002 et devient la dépression tropicale 04F le 25 décembre à environ 670 km à l’est de Funafuti aux Tuvalu. La dépression dériva vers l’ouest-sud-ouest tout en s’intensifiant. Elle fut reclassée cyclone tropical Zoe (selon la classification du Pacifique sud qui correspond à une tempête tropicale dans l’échelle de Saffir-Simpson) en fin de journée le 25 décembre.
Le 26 décembre, Zoe se développa rapidement et en fin de journée devint de force d’ouragan de catégorie 1 (échelle de Saffir-Simpson). Tôt le 28 décembre, Zoe avait atteint son maximum d’intensité avec des vents de 240 km/h soutenus sur dix minutes et une pression centrale de 890 hPa. Cette pression en ferait le plus intense cyclone tropical de l’histoire, tous bassins confondus, et le plus puissant en dehors de l’océan Pacifique nord-ouest. Cette pression est cependant un estimé fait selon la technique de Atkinson/Holiday, qui relie la vitesse des vents avec la pression centrale, et non une mesure directe.
Du 28 au 29 décembre, Zoe ne se déplaça que peu, exécutant un cercle dans le sens des aiguilles d’un montre, et demeura sensiblement de même intensité. Le cyclone passa sur plusieurs îles de la province de Temotu des îles Salomon durant cette période. Le 29 décembre, le système recommença son déplacement, cette fois vers le sud-est. Il rencontra cependant un plus fort cisaillement des vents en altitude et une température de surface de la mer plus froide ce qui l’affaiblit.
Zoe redevint une dépression tropicale tôt le 1er janvier 2003 à 390 km au sud-ouest de Nadi, Fidji. Toutes les alertes cycloniques furent annulées le même jour quand il devint un cyclone extratropical.

## Impacts
Le cyclone Zoe n’a pas touché de masses continentales mais il a cependant affecté plusieurs îles avec une population totale de 1 700 personnes. Les pires dommages ont été enregistrés sur l’île de Tikopia qui a subi le passage du mur de l'œil de Zoe. Les résidents ont parlé d’une onde de tempête de 5 à 10 mètres. Au moins soixante-dix maisons ont été détruites et les rapports décrivent la dévastation comme « totale ». Presque tout sur l’île fut déchiqueté ou soufflé et au moins deux villages ont été balayés par les flots. Miraculeusement, on ne rapporte aucune perte de vie, les habitants ayant trouvé refuge dans les terrains plus élevés durant la tempête.
Sur l’île d’Anuta, 90 % des maisons sont demeurées intactes et 70 % des récoltes ont été sauvées. Les autorités ont cependant perdu contact avec l’île durant une semaine. Vanuatu fut inondée par l’eau de mer et les habitants ont pu pêcher dans leurs jardins. Aucun dommage ne fut signalé dans les îles Fidji où les vents n’ont atteint que 67 km/h à Yasawa avec des rafales à 78 km/h à Nadi.
À cause de son impact, le nom Zoe a été retiré des listes de noms de cyclones tropicaux futurs par l'Organisation météorologique mondiale.